# Trompa alpina
Trompa alpina é um instrumento tradicional dos Alpes suíços, conhecido no país desde o século XVI.

## Descrição

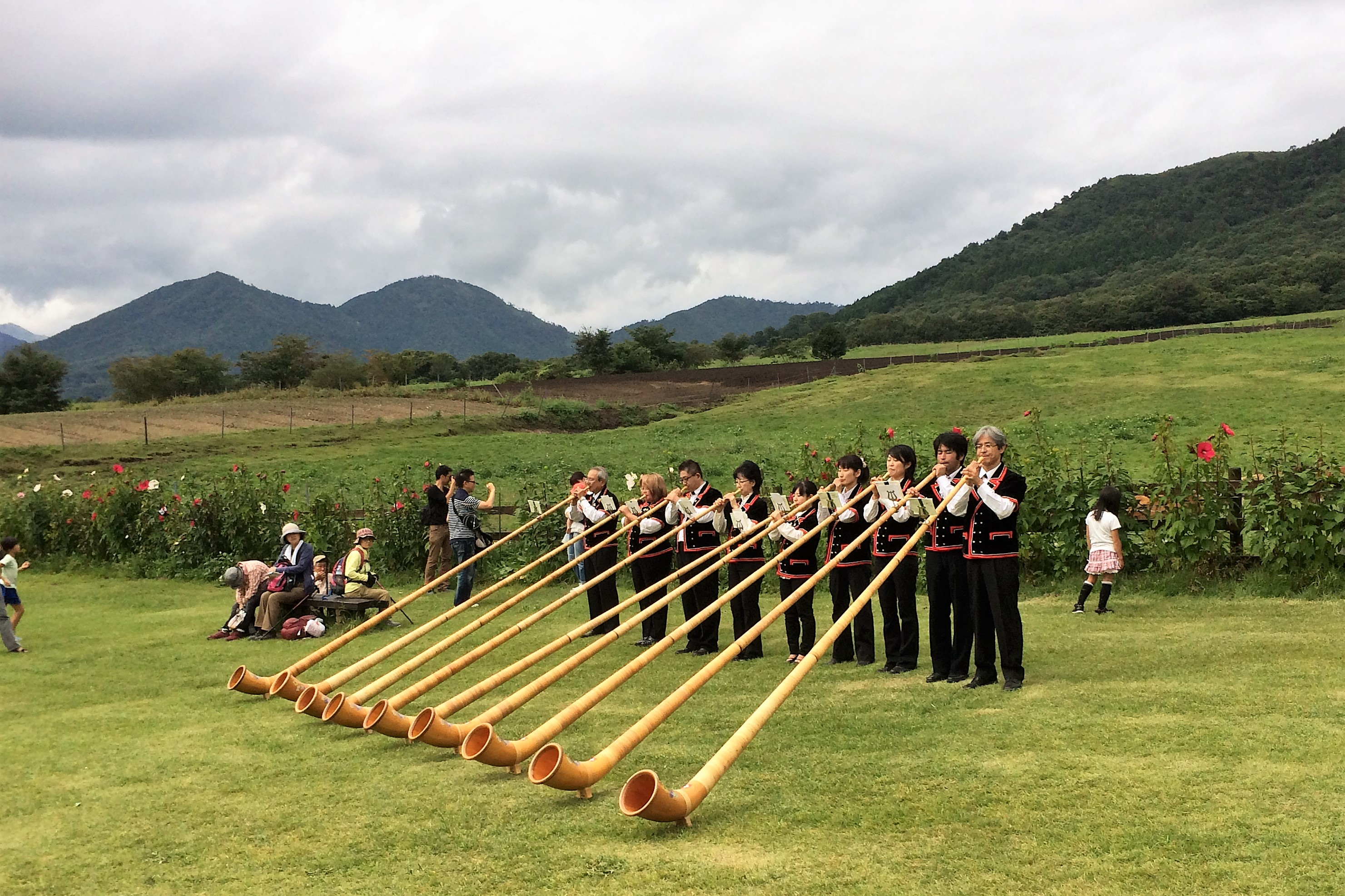
Trompa alpina

Era usado pelos pastores da época para se comunicar, além de fazer música. Elas têm mais de três metros de comprimento e terminam numa campânula ligeiramente virada para cima.
É rectilíneo e de grandes dimensões, podendo atingir os quatro metros de comprimento. É feito de madeira oca de Abeto, terminando numa campânula ligeiramente virada para cima.
É facilmente comparável ou originário da forma do corno (chifre) dos animais. O som da Trompa é produzido pelo som da vibração dos lábios apoiados no bocal.
Segundo a documentação histórica da Suíça Central antiga, a Trompa dos Alpes, chamada na altura de Buchel, era usada pelos pastores da época com várias finalidades: produzir música, comunicarem entre eles e para reunirem as vacas nas pradarias dos Alpes e mantê-las calmas durante a ordenha.
Nos dias de hoje, o instrumento é construído com objectivos diferentes: tocar nos festivais de canto tiroleses, é utilizado em competições de luta suíça e para entreter os turistas.
Diz a história, que enquanto algumas raparigas francesas brincavam dançando o Cancan, os suíços orgulharam a sua cultura exibindo e fazendo soar, com grande força e vigor, o seu instrumento.